# Драгомир Дража Петровић
Драгомир Дража Петровић (30. јул 1865) је био српски адвокат. Рођен је у Малој Врањској код Шапца, 30. јула 1865.

## Крај 19. века
Драгомир Петровић је учио Основну школу у родном селу и у Шапцу, а гимназију у Шапцу и Београду. Потом је, 1891. године, дипломирао на Правном факултету у Београду.
У државној служби, радио је у Шабачком окружном суду, Првостепеном суду за варош Београд и у Нишком првостепеном суду. У лето 1893. године, положио је адвокатски испит. После смрти брата Владимира, половином 1893. године, напустио је државну службу и посветио се адвокатури. Целокупну адвокатску каријеру стекао је у Шапцу. Као члан Радикалне странке ушао је у Редакциони одбор листа Радикалац, где је сарађивао са потоњим познатим књижевником Јанком Веселиновићем.

## Време ратова 1912 — 1918.
Подигао је кућу у Шапцу 1912. године.
У току балканских ратова, као резервни пешадијски поручник, био је командант последње одбране Шапца. У Првом светском рату, мада већ педесетогодишњак, повлачио се са српском војском преко Косова, Црне Горе, и Албаније, до острва Крф.
У октобру 1917. упућен је у Женеву, како би организовао хуманитарну помоћ осиромашеним српским породицама у Подринском округу. У Женеви је написао и објавио ратни роман Војник Стојан. За штампу је припремио још два дела: Моје ратне успомене и Песме певане у туђини, а завршавао је и аутобиграфску књигу Један успели живот.

## Послератно време
По доласку у Шабац, 1918. године, преузео је дужност окружног начелника, али је већ наредне године поднео оставку и поново се посветио адвокатури. Поред бројних хуманитарних и других функција, био је председник Одбора за подизање споменика у порти Шабачке цркве. Уз присуство краља Александра, споменик је свечано откривен 3. јуна 1934. године, уз Дражин пригодан говор.
После дуже болести, умро је 26. јануара 1937. године, у Бановинској болници у Шапцу. Сахрањен је на шабачком Доњошорском гробљу, где и данас постоји гробница његове породице.